# کشتی والمی
کشتی والمی (به انگلیسی: French ship Valmy) یک کشتی بود که طول آن ۶۴٫۰۵ متر (۲۱۰٫۱ فوت) بود. این کشتی در سال ۱۸۴۷ ساخته شد.